# C & D Automarine
C & D Automarine war ein britischer Hersteller von Automobilen.

## Unternehmensgeschichte
Das Unternehmen aus West Molesey begann 1970 mit der Produktion von Automobilen und Kits. Der Markenname lautete Cobra Sports. 1971 endete die Produktion. Insgesamt entstanden etwa zwölf Exemplare. Außerdem war das Unternehmen an der Produktion des Manta durch Power on Wheels beteiligt.

## Fahrzeuge
Im Angebot standen VW-Buggies. Sie entsprachen dem Modell Sports Buggy von Power on Wheels. Im März 1971 kostete ein kompletter Bausatz 105 Pfund. Zehn verschiedene Farben standen für die Karosserie zur Auswahl.